# The Complete Work - Centenary Edition
Albums de Charles Aznavour
100 ans, 100 duos - Centenary Edition
(2024)
The Complete Work - Centenary Edition est une réédition de tous les albums et singles de Charles Aznavour publiés entre 1948 et 2015. Le coffret est sorti le 10 mai 2024 en France, marquant le centième anniversaire de la naissance de Charles Aznavour.

## Contenu du coffret
Le coffret de 100 CD présente l'intégralité de la discographie française, internationale, en studio et live de Charles Aznavour. Le son des masters des années 60 a été restauré et remasterisé, incluant de nombreuses raretés et versions inédites.
La discographie française complète comprend 51 albums originaux et singles, totalisant 751 titres répartis sur 33 CD, avec en bonus 4 CD de duos, un CD de contes pour enfant, ainsi que des versions alternatives, des versions méconnues en stéréo et des instrumentaux originaux pour chanter Aznavour.
La discographie internationale complète comprend un total de 41 albums studio, y compris deux albums inédits—un en anglais et un en espagnol—disponibles pour la première fois en CD dans leur intégralité. Elle regroupe 542 titres répartis sur 10 CD en anglais, 8 CD en italien, 5 CD en espagnol, et 3 CD en allemand.
Les enregistrements en public sont représentés par 20 concerts, totalisant 513 titres, avec la reconstitution des tours de chant originaux et l'ajout de 30 titres supplémentaires.
- CD1 Charles Aznavour & Pierre Roche, les débuts
- CD2 Les années Ducretet-Thomson Vol. 1
- CD3 Les années Ducretet-Thomson Vol. 2
- CD4 Les années Ducretet-Thomson Vol. 3
- CD5 Les deux guitares / Je m'voyais déjà / Il faut savoir
- CD6 Alléluia / Qui?* (*version stéréo remastérisée)
- CD7 La mamma / Charles Aznavour Vol. 1 (Réenregistrements Columbia)
- CD8 Charles Aznavour Vol. 2 / Charles Aznavour Vol. 3 (Réenregistrements Columbia)
- CD9 Que c'est triste Venise / Aznavour 65
- CD10 La Bohème / De t'avoir aimée…
- CD11 Entre deux rêves / J'aime Charles Aznavour Vol. 4 (Réenregistrements Columbia)
- CD12 Désormais / Non, je n'ai rien oublié
- CD13 Idiote je t'aime / Visages de l'amour
- CD14 Hier... Encore (nouvelles orchestrations) / Voilà que tu reviens
- CD15 Je n'ai pas vu le temps passer… / Un enfant est né
- CD16 Autobiographie / Je fais comme si…
- CD17 Une première danse / Charles chante Aznavour & Dimey
- CD18 Embrasse-moi / Je bois
- CD19 L'élan / L'éveil (partie 1) (Réenregistrements 1989)
- CD20 L'éveil (partie 2) / L'envol (Réenregistrements 1989)
- CD21 Aznavour 92
- CD22 Toi et moi
- CD23 Plus bleu…
- CD24 Jazznavour
- CD25 Aznavour 2000
- CD26 Je voyage
- CD27 Insolitement vôtre
- CD28 Colore ma vie
- CD29 The Clayton-Hamilton Jazz Orchestra
- CD30 Toujours
- CD31 Encores
- CD32 45T Collection 1963-69
- CD33 45T Collection 1970-2015
- CD34 Aznavour raconte aux enfants
- CD35 DUOS (2008) - Part 1
- CD36 DUOS (2008) - Part 2
- CD37 Duos épars, Vol. 1
- CD38 Duos épars, Vol. 2
- CD39 Versions alternatives
- CD40 Versions méconnues en stéréo
- CD41 Les instrumentaux originaux pour chanter Aznavour
- CD42 Enregistrements originaux en anglais, Vol. 1
- CD43 Enregistrements originaux en anglais, Vol. 2
- CD44 Enregistrements originaux en anglais, Vol. 3
- CD45 Enregistrements originaux en anglais, Vol. 4
- CD46 Enregistrements originaux en anglais, Vol. 5
- CD47 Enregistrements originaux en anglais, Vol. 6
- CD48 Enregistrements originaux en anglais, Vol. 7
- CD49 Enregistrements originaux en anglais, Vol. 8 (Compilation des titres épars)
- CD50 Enregistrements originaux en anglais, Vol. 9 (Raretés et inédits)
- CD51 Enregistrements originaux en anglais, Vol. 10 (I Will Warm Your Heart - Album inédit)
- CD52 Enregistrements originaux en italien, Vol. 1
- CD53 Enregistrements originaux en italien, Vol. 2
- CD54 Enregistrements originaux en italien, Vol. 3
- CD55 Enregistrements originaux en italien, Vol. 4
- CD56 Enregistrements originaux en italien, Vol. 5
- CD57 Enregistrements originaux en italien, Vol. 6
- CD58 Enregistrements originaux en italien, Vol. 7
- CD59 Enregistrements originaux en italien, Vol. 8 (Compilation des titres épars)
- CD60 Enregistrements originaux en espagnol, Vol. 1
- CD61 Enregistrements originaux en espagnol, Vol. 2
- CD62 Enregistrements originaux en espagnol, Vol. 3
- CD63 Enregistrements originaux en espagnol, Vol. 4
- CD64 Enregistrements originaux en espagnol, Vol. 5 (El disco de Navidad - Album de Noël inédit)
- CD65 Enregistrements originaux en allemand, Vol. 1
- CD66 Enregistrements originaux en allemand, Vol. 2
- CD67 Enregistrements originaux en allemand, Vol. 3
- CD68 The World of Charles Aznavour - All About Love (Hollywood 1965)
- CD69 Face au public... (Olympia 1968)
- CD70 Aznavour à Tokio 68
- CD71 Live in Japan 71
- CD72 Aznavour Chez lui à Paris (Olympia 1972)
- CD73 Aznavour son passé au présent (Olympia 1972) - Part 1
- CD74 Aznavour son passé au présent (Olympia 1972) - Part 2
- CD75 Plein Feu Sur Aznavour (Olympia 1976) - Part 1
- CD76 Plein Feu Sur Aznavour (Olympia 1976) - Part 2
- CD77 Live in Japan 76
- CD78 Guichets fermés (Olympia 1978) - Part 1
- CD79 Guichets fermés (Olympia 1978) - Part 2
- CD80 1980... Charles Aznavour est à l'Olympia - Part 1
- CD81 1980... Charles Aznavour est à l'Olympia - Part 2
- CD82 Document inédit en CD - Live à Toronto 1980
- CD83 Récital - Intégrale Du Spectacle (PDC 1987) - Part 1
- CD84 Récital - Intégrale Du Spectacle (PDC 1987) - Part 2
- CD85 Aznavour Minnelli (PDC 1991) - Part 1
- CD86 Aznavour Minnelli (PDC 1991) - Part 2
- CD87 Palais Des Congrès 1994 - Part 1
- CD88 Palais Des Congrès 1994 - Part 2
- CD89 Au Carnegie Hall 1995 - Part 1
- CD90 Au Carnegie Hall 1995 - Part 2
- CD91 À l'Opéra d'Erevan, Arménie (21 septembre 1996) - Part 1
- CD92 À l'Opéra d'Erevan, Arménie (21 septembre 1996) - Part 2
- CD93 Live Palais Des Congrès 97-98 - Part 1
- CD94 Live Palais Des Congrès 97-98 - Part 2
- CD95 Palais Des Congrès 2000 - Part 1
- CD96 Palais Des Congrès 2000 - Part 2
- CD97 Bon Anniversaire Charles (PDC 2004) - Part 1
- CD98 Bon Anniversaire Charles (PDC 2004) - Part 2
- CD99 Live Palais Des Sports 2015 - Part 1
- CD100 Live Palais Des Sports 2015 - Part 2

## Matériel unique à cette sortie
Dans presque tous les cas, les masters fournis par Universal France ont été utilisés comme source; dans certains cas, une numérisation des supports originaux en vinyle a été nécessaire. Il est à noter que la plupart des enregistrements internationaux font leur première apparition en CD, remastérisés pour l'occasion. Tous les masters des années 60 ont été remastérisés et restaurés pour ce coffret. L'album Qui? de 1963 est présenté pour la toute première fois en stéréo. Pour ce qui est du catalogue international, de nombreux inédits ont été découverts dans les masters originaux. Les multipistes de l'album posthume inédit I Will Warm Your Heart ont été mixées en mai 2023 au studio Tonehouse à Paris, faisant de cet album le 92e et dernier album studio de Charles Aznavour.

### Qui?
Cet album est présenté en stéréo pour la première fois, remastérisé à partir des masters originaux.

### Les instrumentaux originaux pour chanter Aznavour
Certaines bandes instrumentales originales avaient déjà été publiées, notamment sur l'album de Paul Mauriat, Chantez Comme Charles Aznavour, en 1965, tandis que d'autres sont publiées pour la première fois.

### Enregistrements originaux en italien
"Gli Anni Verdi" (Les vertes années) (Titre inédit en italien)
"Ho Paura di Te" (J'ai peur de toi) (Titre inédit en italien sur la musique Les galets d'Étretat)
"Ti Voglio Dire Addio" (Te dire adieu) (Titre inédit en italien)

### Enregistrements originaux en espagnol
"Habrá un despertar" (On se réveillera) (Version 1973 inédite en espagnol)
"Tú y yo mi amor" (Tes yeux, mes yeux) (Version 1973 inédite en espagnol)
"La marcha del ángel (La marche des anges) (Titre inédit en espagnol - 28 juin 1996)

### El disco de Navidad
"Ave Maria" (Version espagnole) (Titre inédit en espagnol)
"Un niño nació" (Un enfant est né) (Titre inédit en espagnol)
"No comprendo" (Je ne comprends pas) (Titre inédit en espagnol)
"Navidad de ayer" (Noël d'autrefois) (Titre inédit en espagnol)
"Papá calypso" (Version espagnole) (Titre inédit en espagnol)
"Con qué se hace la nieve" (Comment c'est fait la neige) (Titre inédit en espagnol)
"Navidad mi amor" (Noël à Paris) (Titre inédit en espagnol)
"Nacerá de mí en Navidad" (Un enfant de toi pour Noël) (Titre inédit en espagnol)
"Mañana es Navidad" (Noël au saloon) (Titre inédit en espagnol)
"Hosanna" (Version espagnole) (Titre inédit en espagnol)

### Enregistrements originaux en anglais
"Never Again" (À tout jamais) (Titre inédit en anglais)
"The Time Is Now" (Sa jeunesse) (version 1967 inédite en anglais)
"All of My Life" (Ô toi la vie) (Titre inédit en anglais)
"I Dig You That Way" (Je t'aime comme ça) (Titre inédit en anglais)
"I Don't Want to Live Without Your Love" (La plus belle pour aller danser) (Titre inédit en anglais)
"Too Late" (Trop tard) (Titre inédit en anglais)
"Caroline" (Titre inédit en anglais)
"I Know I'm Wrong" (version 1967 inédite en anglais)
"Louise" (Titre inédit en anglais)
"L'Amour" (Titre inédit en anglais)
"Somewhere" (Plus rien) (version 1975 inédite en anglais)
"First Dance" (Une première danse) (Titre inédit en anglais)
"Look Who Is Home Again" (Voilà que tu reviens) (Titre inédit en anglais)
"Dearest Mrs Macintyre" (Dormir avec vous madame) (Titre inédit en anglais)
"I Still Remember Well" (Je n'oublierai jamais) (Titre inédit en anglais)
"It Is No Life at All" (Ce n'est pas une vie) (Titre inédit en anglais)
"All Those Memories" (Ma mémoire) (Titre inédit en anglais)
"All I Want Is You" (chanson inédite extraite de la démo de la comédie musicale "Lautrec")
"When You Love Me" (Quand tu m'aimes) (chanson inédite extraite de la démo de la comédie musicale "Lautrec")

### I Will Warm Your Heart
"A Young Girl" (Une enfant) (Titre inédit en anglais)
"All Those Pretty Girls" (Jolies mômes de mon quartier) (Version 1975 inédite en anglais)
"I Know I'm Wrong" (J'ai tort) (Version 1975 inédite en anglais)
"Let's Turn Out the Light" (Éteins la lumière) (Version 1975 inédite en anglais)
"And So I Wait" (Je t'attends) (Titre inédit en anglais)
"I Will Warm Your Heart" (Je te réchaufferai) (Version 1975 inédite en anglais)
"It Will Be My Da"y (Je m'voyais déjà) (Version 1975 inédite en anglais)
"The Times We've Known" (Les bons moments) (Version 1975 inédite en anglais)
"For Mama" (La mamma) (Version 1975 inédite en anglais)
"Our Love, My Love" (Tes yeux, mes yeux) (Version1975  inédite en anglais)
"Until Tomorrow Comes" (On se réveillera) (Version 1975 inédite en anglais)
"And I in My Chair" (Et moi dans mon coin) (Version piano voix) (Version 1975 inédite en anglais)

### Olympia 1968
"Yerushalaïm" (version inédite)
"Je te réchaufferai" (version inédite)
"Au voleur" (version inédite)
"La bohème" (version inédite)

### Olympia 1978
"Les jours heureux" (version inédite)
"Dopo l'amore" (en duo avec Mia Martini) (version inédite)
"Paris au mois d’août" (version inédite)
"Non, je n'ai rien oublié" (version inédite)
"Mourir d'aimer" (version inédite)
"Tu t’laisses aller" (version inédite)
"Il faut savoir" (version inédite)

### Olympia 1980
"Dans ta chambre il y a" (version inédite)
"Camarade" (version inédite)
"Je t'attends" (version inédite)
"Isabelle" (version inédite)
"Il faut savoir" (version inédite)

### Palais des congrès 1987
"Trousse-Chemise" (version inédite)
"Sur ma vie" (version a capella inédite)

### À l'Opéra d'Erevan, Arménie 1996
Concert inédit en CD

### Palais des sports 2015
"Et moi je reste là" (version inédite)
"Non, je n'ai rien oublié" (version inédite en CD)
"Mon émouvant amour" (version inédite en CD)